# Franklin (Nebraska)
Franklin è un comune degli Stati Uniti d'America, situato in Nebraska, nella contea di Franklin.